# Vinzenz Lüps
Vinzenz Lüps (* 26. Februar 1981 in München) ist ein deutscher Snowboarder.
Aufgewachsen in Utting am Ammersee, besuchte Vinzenz Lüps die Waldorfschule in Landsberg am Lech und hat seinen Abschluss am Hochalpinen Institut in Ftan (Schweiz) gemacht, das er im Jahr 2000 abschloss. Im gleichen Jahr wurde er auch schon Jugend-Vizeweltmeister in der Halfpipe.
Erfolge: 2. Platz Nippon Open 2004, 1. Platz European Open HP 2003, 1. Platz Kaunertaler Opening Slopestyle 2002, 1. Platz FIS Weltcup Stoneham/Kanada HP 2002. Bei den Olympischen Winterspielen 2006 in Turin belegte er in der Halfpipe den neunten Platz.
Inzwischen konzentriert sich Vinzenz Lüps vor allem auf Filmprojekte (zu sehen in den Isenseven Filmen "...,well?" und "Prediculous"). Zuletzt war er in der MMP Produktion "Green" zu sehen, die dem deutschen Snowboardmagazin "Snowboarder MBM" kostenlos beilag. Die erste eigene Snowboardfilm-Produktion, Ponchoshot, hat er im Jahr 2005 veröffentlicht. Sie wurde dem größten europäischen Snowboardmagazin SnowboarderMBM beigelegt und erreichte so eine Auflage von fast 40.000 DVDs. Im Jahr 2006 erfolgte, mit der Veröffentlichung des kritischen Kurzfilms "Hyperventilator", eine Neuorientierung im Filmgeschäft.
Vor der Saison 2007/2008 gab Vinzenz Lüps das offizielle Ende seiner Karriere bekannt und schrieb sich für ein Studium der Philosophie ein. Zudem kandidierte er auf der Liste der Freien Wähler für den Gemeinderat seiner Heimatgemeinde Utting am Ammersee, bekam jedoch nicht die ausreichende Anzahl an Stimmen.